# Nuars
Nuars település Franciaországban, Nièvre megyében. Lakosainak száma 169 fő (2022. január 1.). Nuars Saint-Aubin-des-Chaumes, Fontenay-près-Vézelay, La Maison-Dieu, Neuffontaines, Saizy, Teigny és Vignol községekkel határos.

## Népesség
A település népességének változása:
| Lakosok száma | 151  | 154  | 162  | 156  | 158  | 159  | 163  | 166  | 169  |
|               | 2013 | 2015 | 2016 | 2017 | 2018 | 2019 | 2020 | 2021 | 2022 |